# مصطفى كريم (ممثل)
مصطفى كريم (22 نوفمبر 1960 - 19 مايو 1997)، ممثل مصري. تخرج في كلية الفنون الجميلة شارك في العديد من المسلسلات منها:«الساقية تدور» «انذار» «الحلم الضائع» «الحب في الحقيبة الدبلوماسية» و«أحلام العصافير». تزوج من الممثلة نهى العمروسي ومات مصابا بداء السرطان.

## أعماله
- الكاس واحد
- الرائد سعيد
- أنغام الغريب
- مراهقون ومراهقات
- ثمن الغربة
- هلا بك

## روابط خارجية
- مصطفى كريم على موقع الدهليز
- مصطفى كريم على موقع قاعدة بيانات الأفلام العربية